# Nieuport-Macchi Parasol
O Nieuport-Macchi Parasol foi um avião para reconhecimento aéreo monomotor derivado do modelo francês Nieuport IV e produzido pela empresa Nieuport-Macchi no início da década dos anos de 1910. Ele foi o primeiro modelo desenvolvido independentemente pela Macchi, que até então havia produzido somente aeronaves sob licença. O Parasol operou no serviço da linha de frente em 1915 durante os estágios iniciais da campanha italiana na Primeira Guerra Mundial.

## História de desenvolvimento
A Nieuport-Macchi foi estabelecida em 1912 como uma fabricante licenciada de aeronaves produzidas pela empresa francesa Nieuport. Seu produto principal era o modelo Nieuport IV, um monoplano biposto vendido tanto para uso civil e militar. Como em outros monoplanos da época as asas do Nieuport IV obstruíam a visão para baixo do piloto e do observador, então para poder resolver este problema os desenhistas da Nieuport-Macchi colocaram as asas acima da fuselagem seguindo o esquema chamado "quebra-sol", ou como ficou conhecido na França naquele tempo, o desenho "asa parasol", daí o nome do modelo, Nieuport-Macchi Parasol. A Nieuport-Macchi derivou outros detalhes de construção no Parasol do Nieuport IV já em produção: Principalmente de construção em madeira coberta por lona, o modelo possuía um motor giratório Gnome Lambda 7 de sete cilindros refrigerado a ar impulsionando um hélice de duas pás em madeira com passo fixo. Tinha trem de pouso de bicicleta com patim traseiro. Como os monoplanos similares da época o Parasol não possuía ailerons, que utilizava o empenamento das asas para controlar a descida e subida da aeronave. O modelo fez seu primeiro voo bem sucedido em 1913, e a produção em massa logo após.

## Histórico operacional
Decolando do aeródromo de Mirafiori com o piloto de testes Clemente Maggiora nos controles, um Parasol estabeleceu um recorde italiano de altitude com duas pessoas a bordo em dezembro de 1914, marcando a altitude de 2 700 m (8 860 ft).
Com a entrada iminente da Itália na Primeira Guerra Mundial, o Exército Real Italiano estava procurando novos equipamentos, e a Nieuport-Macchi propôs o Parasol para uso no Servizio Aeronautico Militare (Serviço Aeronáutico Militar), que em 7 de janeiro de 1915 tornou-se o Corpo Aeronautico Militare (Corpo Aeronáutico Militar). O exército julgou o Parasol como sendo robusto e fácil de desmontar, então o exército aprovou a construção e encomendou modelos suficientes para equipar dois esquadrões de observação de artilharia.

## Operadores
- Reino da Itália
  - Exército Real Italiano
    - Corpo Aeronautico Militare